# République partisane du Cansiglio
1944 – Septembre 1944
Entités précédentes :
- République sociale italienne

Entités suivantes :
- République sociale italienne

La République partisane du Cansiglio est une éphémère république partisane italienne qui a existé de juillet 1944 à septembre 1944 sur le Cansiglio, dans le nord de l'Italie, en tant que résistance locale face au fascisme italien durant la Seconde Guerre mondiale
.